# 워드 레이먼드 블리스
워드 레이먼드 블리스(Ward Raymond Bliss, 1855년 12월 15일 ~ 1905년 1월 6일)는 미국 행정관료 겸 정치인이다.

## 주요 이력
1887년 행정정치 분야에 입접한 그는 이후 1905년 하세할 때까지 미국 펜실베이니아주 지방자치행정실무부 영수로 이름을 날렸다.